# Lagarto Esporte Clube
O Lagarto Esporte Clube foi um clube de futebol brasileiro da cidade de Lagarto, estado de Sergipe.
Em 1972, foi vice-campeão do Campeonato Sergipano, perdendo o título para o Sergipe. Perdeu a primeira partida da decisão pelo placar mínimo, venceu a segunda por 2 a 1 e perdeu o confronto final por 4 a 2.

## Títulos
- Série A2: 2

(1981 e 1986)
- Torneio Início: 2

(1976)

## Desempenho em competições oficiais
Campeonato Brasileiro (Série B)
| Ano  | 1989 |
| Pos. | 94º  |
| ---- | ---- |

Campeonato Brasileiro (Série C)
| Ano  | 1988 | 1989 | 1990 |
| Pos. | 6º   |      | 28º  |
| ---- | ---- | ---- | ---- |

Campeonato Sergipano
| Ano  | 1970 | 1971 | 1972 | 1973 | 1974 | 1975 | 1976 | 1977 | 1978 | 1979 |
| Pos. |      |      | 2º   | 5º   |      | 2º   |      | 5º   | 6º   |      |
| Ano  | 1980 | 1981 | 1982 | 1983 | 1984 | 1985 | 1986 | 1987 | 1988 | 1989 |
| Pos. |      |      |      |      | 7º   |      |      | 6º   | 5°   |      |
| ---- | ---- | ---- | ---- | ---- | ---- | ---- | ---- | ---- | ---- | ---- |